# Покровский, Георгий Константинович
Гео́ргий Константи́нович Покро́вский (1877—1937) — депутат Государственной думы II созыва от Саратовской губернии, юрист, член Учредительного собрания.

## Биография
Родился в 1877 году в Балашове в семье потомственных почётных граждан. Семейное имя "Горочка". Окончил начальную сельскую школу и начал служить земским писарем. Затем был секретарём Балашовского уездного земского съезда Саратовской губернии. В начале 1900-х годов вступил в партию социалистов-революционеров.
Был избран 6 февраля 1907 года в депутатом Государственной думы II созыва от общего состава выборщиков Саратовского губернского избирательного собрания. Вошёл в состав группы Социалистов-революционеров, избран секретарём Комиссии для разбора корреспонденции. Состоял в думской комиссии по исполнению государственной росписи доходов и расходов и комиссии по местному управлению и самоуправлению. Выдвинул формулы перехода к очередным делам и по поводу продовольственной помощи голодающим и безработным от имени думской группы социалистов-революционеров.
После Третьеиюньского переворота подвергся аресту и высылке. Впоследствии поступил на юридический факультет Московского университета, который успешно окончил и стал работать присяжным поверенным. Продолжил обучение в народном университете А. Л. Шанявского. Служил юрисконсультом Дмитровского союза кредитных и ссудо-сберегательных товариществ. Преподавал на Пречистенских рабочих курсах в Москве.
В 1917 году служил секретарём уездного земства. После Февральской революции избран членом Исполкома Всероссийского совета крестьянских депутатов. В сентябре 1917 года участвовал в Демократическом совещании в Петрограде; с 3 октября 1917 года — член Временного совета Российской республики (Предпарламента).
Обязательный кандидат ЦК партии социалистов-революционеров в Учредительное собрание. Избран от Псковского и Саратовского округов (по первому из них по списку № 3 — эсеры и Совет крестьянских депутатов). Казначей бюро фракции эсеров, участник заседания 5 января.
С конца 1918 по начало 1919 года — член редколлегию газеты «Родная земля» в Екатеринодаре, Газета закрыта командованием Добровольческой армии. В 1918-1922 преподаватель кафедры политэкономии Кубанского политехнического института, впоследствии преподавал на кафедре сельхозэкономики Петровской сельскохозяйственной академии.
С начала 1920-х годов — член Центрального бюро партии эсеров. Преподавал в Петровской сельскохозяйственной академии. Публиковался в журналах «Кооперативное дело», «Местное самоуправление на Северном Кавказе», автор книг по экономике. Был секретарём Центрального Бюро партии социал-революционеров.
19 января 1922 года арестован Московской ЧК, освобождён, дело прекращёно. В этот период  под партийным  псевдоним  «Люсьмарин» (с припиской "от Центрального бюро п. с.-р.") передал заграничной делегации партии эсеров информацию о подготовке показательного процесса над эсерами, опубликована 12 июня 1922 года. В 1922 году под тем же псевдонимом напечатал за границей несколько статей, описывающих пытки и убийства политических заключённых чекистами в тюрьме в Екатеринодаре.
Вновь был арестован 7 июня 1922 года; 7 декабря 1923 года приговорён Московским губернским судом по обвинению по статьям 60 и 69 к 10 годам заключения с конфискацией имущества, с поражением в правах на 5 лет, срок изменён на 7 лет заключения; отбывал наказание в московских тюрьмах (в том числе Таганской), Тобольском политизоляторе; досрочно освобождён по болезни.
В 1928 года приговорён к 3 годам ссылки, в 1929 находился в Саратове; 9 ноября 1936 года арестован в Ташкенте и в 1937 году был расстрелян.
По делу в связи с арестом 19 января 1922 года реабилитирован в мае 2004 года, по делу 7 декабря 1923 реабилитирован в ноябре 1998 года прокуратурой Москвы.

## Семья
- Жена — Раиса Ивановна Покровская, урождённая Моторина (?— около 1940)[8], дочь учителя Балашовской гимназии[2].
  - Дочь — Марианна (?—?)[2]
  - Дочь — Конкордия (?—1919)[2]
  - Дочь — Людмила (?—?)[2]
- Мать —  Александра Николаевна, урождённая? (?—?)[2]
  - Брат — Павел Константинович Покровский (?—?)[2]
  - Сестра — Вера (?—?)[2],
  - Сестра — Ольга (?—?)[2],
  - Сестра — Мария (?—?)[2],
  - Сестра — Любовь (?—?)[2],
  - Сестра — Лидия (?—?)[2]
  - Сестра — Елена Константиновна (1886—1958), первый брак с 1902 года с Иваном Лаврентьевичем Кондаковым (вторым) (1866—1912), ветеринарным врачом, младшим братом химика И. Л. Кондакова (первого),  во втором браке (с 1918) замужем за Василием Михайловичем Сперанским, юристом и журналистом. В. М. Сперанский удочерил трёх дочерей И. Л. Кондакова (второго), и они носили его фамилию[2]

## Адреса
- 1922 — Москва, Благовещенский пер., 8, кв. 23[5].

## Киновоплощение
- 1975 — «Доверие». В роли Георгия Покровского — Пётр Шелохонов

## Произведения
- Люсьмарин Г. (псевдоним) Кубанская Чрезвычайка Архивная копия от 22 октября 2016 на Wayback Machine // // Че-Ка. Материалы по деятельности чрезвычайных комиссии. Берлин: Издание Центрального бюро партии социалистов-револционеров, 1922. — С. 240.

### Архивы
- Российский государственный исторический архив. Фонд 1278. Опись 1 (2-й созыв). Дело 341; Дело 567. Лист 7.